# George MacKenzie Brewer
George MacKenzie Brewer (* 30. Mai 1889 in London/Ontario; † 18. Mai 1947 in Montreal) war ein kanadischer Organist, Pianist, Komponist und Musikpädagoge.

## Leben
Brewer hatte in seiner Kindheit Orgelunterricht bei Percival J. Illsley, bildete sich danach aber als Musiker autodidaktisch weiter. Seine erste Organistenstelle erhielt er 1908 an der Bethlehem Congregational Church. Von 1912 bis zu seinem Tod war er Organist an der Church of the Messiah; außerdem war er auch Organist am Temple Emanu-El in Westmount. Von 1923 bis 1931 wirkte er als Klavierbegleiter des Montreal Elgar Choir. Von 1922 bis 1929 trat er als Pianist mit dem Dubois String Quartet auf, zudem hatte er auch Auftritte mit dem Geiger Saul Brant und gab Orgelrecitals bei der Casavant Society.
Von 1907 bis 1947 war Brewer Prüfer am Dominion College of Music, von 1944 bis 1947 unterrichtete er am Conservatoire de musique du Québec. Daneben gab er privaten Unterricht in den Fächern Klavier, Orgel und Musiktheorie. Auf ausgedehnten Reisen erwarb er Kenntnisse der traditionellen osteuropäischen und nordafrikanischen Musik. Seine vielfältigen Interessen befähigten ihn, Vorträge zur zeitgenössischen Musik, zur Schauspielmusik und Geschichte des Orgelbaus, aber auch zu Themen der bildenden Kunst und Philosophie zu halten, und er schrieb Rezensionen für den Montreal Daily Star. Seit 1903 war er Associate, seit 1910 Fellow der American Guild of Organists.
Brewer komponierte Chorwerke, Lieder und kurze Klavierstücke, zudem auch einige Schauspielmusiken zu Produktionen des Montreal Repertory Theatre, an denen er gelegentlich selbst als Schauspieler mitwirkte.